# Hydrophorus pilipes
Hydrophorus pilipes är en tvåvingeart som beskrevs av Frey 1915. Hydrophorus pilipes ingår i släktet Hydrophorus och familjen styltflugor. Arten är reproducerande i Sverige. Inga underarter finns listade i Catalogue of Life.